# رویدادهای ۱۵ تا ۱۶ژوئن (ترکیه)
وقایع های ۱۵ -۱۶ ژوئن ۱۹۷۰ در استانبول شروع شد و به زودی به یکی از گسترده ترین کارهای کارگری سازمان یافته در تاریخ ترکیه تبدیل شد. 

## تغییرات در قوانین اتحادیه
در سال ۱۹۷۰ ، مجلس بزرگ ملی ترکیه و سنا لایحه‌ای را تصویب نمودندکه در آن ۲ مرحله از قانون اصلاح گردید، توافق نامه دسته جمعی، قانون اعتصاب و تعطیلی شماره ۲۷۴ که زندگی کاری و قوانین اساسی اتحادیه را تنظیم می نمود، و قانون اتحادیه‌های کارگری شماره ۲۷۵. این لایحه توسط حزب عدالت حاکم و حزب مخالف جمهوری خواه خلق (سی اچ پی) پشتیبان شده است. این اصلاحیه به شکل قابل توجهی آزادی کارگران را در انتخاب نمودن اتحادیه ها محدود نمود و تغییر اتحادیه را سخت کرد. این قانون درتاریخ ۱۱ ژوئن ۱۹۷۰ با تصویب رئیس جمهور جودت سونای لازم الاجرا شد.  
این لایحه بیشتر با اهداف جلوگیری از داخل کردن کارگرها از ترک ایس به دی یی اس کی بود. دی یی اس کی و اتحادیه های وابسته به آن با خشمگینی به قانون نوین واکنش نشان دادند و حزب کارگران ترکیه اعلام نمود که اصلاحات بحث برانگیز را به دادگاه قانون اساسی خواهد برد و برای ابطال آنان شکایت کرد. 

## رویدادهای سراسر استانبول
واکنش اتحادیه‌های کارگری و رهبران دی یی اس کی در صبح روز ۱۵ ژوئن ۱۹۷۰ با راهپیمایی به سوی مراکز اصلی استانبول وارد مرحله نوینی شد. این راهپیمایی که از سوی آناتولی شهر شروع شد، توسط کارگران ناحیه کارتال در مجاورت بزرگراه یی-۵ آنکارا دنبال شد و مردم های دیگر از کارخانه های دیگر به آنان پیوستند. در طرف های گوزتپه ، کارگران کارخانه اتوسان و کارگران دی ام او به آنان پیوستند و راهپیمایی تا ساعت ۱۷:۰۰ ادامه داشت. راه دیگر راهپیمایی در بیکوز(استانبول) بود. از پاشاباغچه آغاز شد و به سمت اوسکودار پیش روی کرد. درماه ۱۶ ژوئن، راهپیمایی کارگران که از گبزه آغاز شده بود، به کارگران کارتال اضافه شد و به میدان مقابل اسکله کادیکوی رسید. 
در سمت اروپایی استانبول، در تاریخ ۱۵ ژوئن ۱۹۷۰ ، راهپیمایی در طول مسیر باکرکوی - توپکاپی - ساغمالجیلار برگزار گردید. در روز۱۶ ژوئن، با شاخه‌هایی که از سایر منطقه های شهر به داخل راهپیمایی می‌کردند، اضافه شد و به امینونو رسید. در آن وقت دفتر فرمانداری دو پل شاخ طلایی را باز گشایی کرد و مانع از عبور تظاهرکنندگان به بی اوغلو (استانبول) شد. 
وقتی که کارگران کارخانه هایماک را که برادر نخست وزیر سلیمان دمیرل ، شوکت دمیرل سهیم بود، نابود کردند، نیروهای تیپ دوم زرهی در کارتال مالتپه کارخانه را احاطه نمودند. 
حدود ۷۵,۰۰۰ کارگر از برخی از کارخانه ها در راه پیمایی شرکت نمودند. گرچه واکنش بیشتر از سمت کارگراهای اعضای دی یی اس کی بود، مقدار زیادی از کارگران ترک-ایش نیز به راهپیمایی ها پیوستند.  در عصر روز نخست، دولت ۶۰ روز حکومت نظامی اعلام نمود. بسیاری از رهبرهای دی یی اس کی و اتحادیه های وابسته به آن توسط دادگاه های حکومت نظامی دستگیر و محاکمه شدند. کارگران از سدی که در مقابل ورزشگاه فنرباغچه برپا شده بود، تیراندازی شدند. در درگیری که در اینجا روی داد، مقدار بسیاری از کارگران جراحت شدند. در طرف های اسکله کادیکوی، پلیس به سوی کارگران آتش گشود و تعدادی را به قتل رساند. 
در ماه ۱۶ ژوئن، رویداد ها و اتفاقات جزئی در آنکارا ، آدانا ، بورسا و ازمیر روی داد.

## عواقب و میراث
در روز ۱۶ژوئن، حکومت نظامی در کوجایلی و استانبول اعلام گردید. بعد از کودتای نظامی ۱۹۷۱ و ۱۹۸۰ ، کمال تورکلر و سایر مدیراهای دی یی اس کی به دلیل تحریک نمودن افکار مردم و بزرگ نمودن تبلیغات جدایی طلبانه محاکمه شدند. آنان در هر دو مورد تبرئه شدند. 
بعد از این اتفاق ها، بولنت اجویت ، دبیرکل سی اچ پی، همراه با عصمت اینونو( سیاست مدار ترکیه) ، رئیس، نیز به دنبال لغو قانون نوین در دادگاه قانون اساسی، جدا از حزب کارگراها بودند. دادگاه قانون اساسی سپس در باره دعاوی مطرح شده تصمیم گرفت و اصلاحات را باطل نمود. 
افرادی که در ۱۶  ژوئن کشته شدند مثل یاشار یلدیریم، کارگر کارخانه باتری موتلو، مصطفی بایرام، کارگر وینیلکس، مهمت گیداک، کارگر کارخانه انحصار گردو، دوغوکان دیر، تاجر و یوسف قهرمان، افسر پلیس.  افرادی که در مقاومت زیر کارهای سرکوبگرانه بعد از راهپیمایی کشته شدند مثل، حسین چاپکان، عضو اتحادیه لاستیک-ایش، و نجم الدین گیریتلی اوغلو، رئیس اتحادیه یاپی-ایش بودند. 
راهپیمایی ۱۵ تا ۱۶ ژوئن توسط چپ در ترکیه به عنوان نخستین کار طبقه کارگر در مقیاس گسترده در تاریخ این کشور گرامی داشته می شود. 